# Louis Kauffman
Louis Hirsch Kauffman (3 de fevereiro de 1945) é um matemático estadunidense.

## Obras
- On Knots. Princeton University Press, 1987
- Knots and Physics. World Scientific, 1991; 2001
  - Knoten. Diagramme, Zustandsmodelle, Polynominvarianten. Spektrum, Heidelberg/Berlin/Oxford 1995, ISBN 3-86025-232-1
- com Randy Baadhio: Quantum Topology. World Scientific, 1993
- com Sostenes Lins Temperley-Lieb Recoupling Theory and Invariants of 3-Manifolds. Princeton University Press, 1994
- Knots and Applications. 1995
- The Interface of Knots and Physics. AMS 1995
- com Andrzej Stasiak & Vsevolod Katritch: Ideal Knots. World Scientific, 1999
- com Yumei Dang & Daniel Sandin Hypercomplex Iterations: Distance Estimation and Higher Dimensional Fractals. World Scientific, 2002
- Formal Knot Theory, Princeton University Press, 1983 (und erweitert: Dover Publications, 2006)
- com J. Scott Carter & Seiichi Kamada: Intelligence of Low Dimensional Topology 2006. 2007